# Bo Qin
Bo Qin (chino: 伯禽, pinyin Bóqín ), también conocido como Qin Fu (禽父), fue el fundador del Estado de Lu durante la dinastía Zhou antigua.
Nació en la familia real Ji (姬), era el hijo mayor del duque de Zhou. En lugar de heredar el territorio de su padre en Zhou, se le concedió el recién establecido Estado de Lu con centro en Qufu. Se cree que gobernó Lu desde alrededor de 1042 hasta 997 a. C.. Le fue concedido el nombre póstumo de Gran Duque (太公, Tàigong ).
Le sucedieron sus hijos el duque Kao y el duque Yang. 
La línea principal de los descendientes del duque de Zhou provino del tercer hijo de Bo Qin, Yu (魚), cuyos descendientes adoptaron el apellido Dongye (東 野). La descendencia del duque de Zhou ostentaba el título de Wujing Boshi (五经博士;五經博士; Wǔjīng Bóshì).
El hijo del duque Huan de Lu a través de Qingfu (慶父) fue  antepasado de Mencio. Este descendía del duque Yang del estado de Lu 魯煬公. El duque Yang era hijo de Bo Qin. El  linaje se encuentra en el árbol genealógico de Mencio (孟子世家大宗世系).